# W78

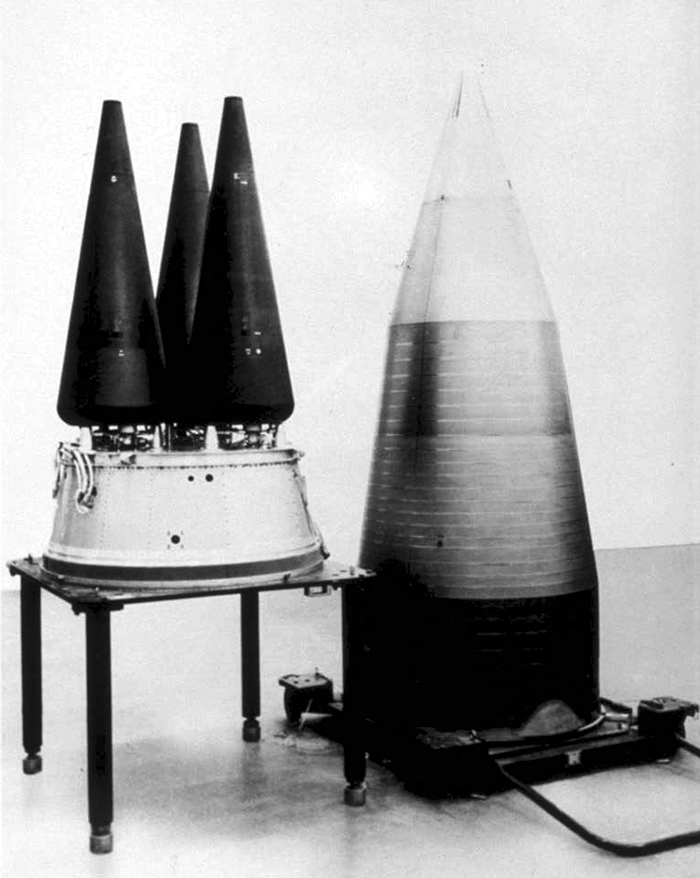
W78 핵탄두는 LGM-30G 미니트맨 III의 MK12-A 대기권 재돌입체에 탑재된다.

W78은 미국의 핵탄두이다. 2018년 현재 W87과 함께 미니트맨 ICBM에 장착해 사용중이다.

## 역사
W78 열핵탄두는 LGM-30G 미니트맨 III의 MK12-A 대기권 재돌입체에 탑재된다.
미니트맨 III는 원래 W62 핵탄두를 탑재했다. W78은 1979년 12월 300발의 미니트맨3에 장착되기 시작했다. 미니트맨 하나에 3개의 W78이 장착되었으며, 모두 1083발이 생산되었다.
1974년 로스앨러모스 국립 연구소가 설계를 시작했다. 1단계 핵분열 부분의 디자인은 보다 발전했으며, 2단계 핵융합 부분은 구형 W50의 것을 그대로 썼다.
W78의 핵출력은 335–350 kt이다. 외양은 알려지지 않았지만, MK-12A 대기권 재돌입체의 크기는 원뿔형에 맨 아래 직경이 21.3 인치, 높이가 71.3 인치이다. W78의 무게는 700–800 파운드 (317–363 kg)이다.

## 같이 보기
- 핵무기 목록
- 우진산전